# 释行正
释行正（1914年8月—1987年8月），原名李太寶，字愿安，河南登封人，少林寺二十九代方丈。六歲出家，1928年寺院被焚後仍然留下。

## 经历
- 中華人民共和國成立後任當家。
- 1959年到武漢佛教訓練班正式學佛。
- 文革期間，全力護寺。
- 1982年出任中國佛教協會理事。
- 1986年12月，政府工作組進住少林寺，原住持释德禅退休，改任少林寺名譽方丈。行正接任少林寺方丈。
- 行正因重病住進洛陽白馬寺醫院，1987年8月病故於洛陽白馬寺醫院。行孝法師任代理主持。